# Облога Утіки
Облога Утіки – дії сиракузького тирана Агафокла у 307 р. до н.е. по оволодінню містом Утіка під час його війни з Карфагеном.
Прибувши у 310 р. до н.е. до Африки та розбивши карфагенян у битві при Білому Тунісі, Агафокл узявся за підкорення залежних від Карфагену міст. Поступово він узяв під контроль численні населені пункти в різних районах країни, проте на півночі відмовлялись підкоритись два міста – Гіппагрети (сучасна Бізерта) та Утіка (наразі руїни за три десятки кілометрів на південний схід від Бізерти, на висотах, котрі утворюють північну сторону долини річки Меджерда). Сиракузький воїтель вирішив підкорити ці населені пункти, та почав із Утіки. 
Здійснивши неочікуваний напад, Агафокл зміг захопити у сільській місцевості біля трьох сотень містян. Після цього він запропонував мешканцям Утіки прощення за умови капітуляції, проте ті відмовились. Тоді сиракузяни спорудили велику облогову машину, розмістили на ній метальні пристрої, пращників та лучників, а на зовнішніх сторонах за наказом Агафокла прикріпили полонених, серед яких були й найбільш знатні громадяни міста. Коли машину почали присувати до міста, мешканцям Утіки було важко вбивати своїх, проте у підсумку вони прийнялись осипати атакуючих метальними снарядами та стрілами.
Не досягнувши успіху у примушенні обложених до капітуляції за допомогою заручників, Агафокл наказав атакувати місто з усіх сторін. У підсумку нападникам вдалось зробити пролом в одному місці, де оборонний мур був погано складений. Увірвавшись до Утіки, сиракузяни вчинили різанину. Частина мешканців загинула в бою, тоді як полонених вішали. Не милували навіть тих, хто ховався у храмах.  
Розграбувавши Утіку та залишивши тут гарнізон, Агафокл рушив проти Гіппагрети.